# Пежо тип 16
Пежо тип 16 (фр. Peugeot Type 16) је моторно возило произведено од 1897. до 1900. од стране француског произвођача аутомобила Пежо у њиховој фаубрици у Оданкуру. У том раздобљу је укупно произведено 87 јединица.
Возило покреће двоцилиндрични четворотактни мотор постављен позади, а преко ланчаног склопа је пренет погон на задње точкове. Његова максимална снага била је 5-8 КС, а запремина 2 423 cm³, максималне брзине 35 км/ч.
Тип 16 има међуосовинско растојање од 155 цм и размак точкова 131 цм и 128 цм а укупне дужине 245 цм и висине 145 цм. Облик каросерије Vis-à-vis (лице у лице) омугућава простор за четири особе. Код варијанти са различитим димензијама кров се разликује.

## Галерија
- Пежо тип 16 из Пежоовг музеја у Сошоу.
- Пежо тип 16 (1898) из Збирке Шлумпф
- Пежо тип 16 (1898)